# ユコス
ユコス石油会社（露: ОАО НК ЮКОС、英: Yukos）は、ロシアに存在した石油会社。2006年8月1日に裁判所によって破産宣告された。経営にクレディ・リヨネ副頭取のコシューシコが参加、シュルンベルジェ幹部のミシェル・スーブランも重役であった。

## 沿革
ユコスは1993年4月15日に新興企業家ミハイル・ホドルコフスキーによって設立された。ユコスは石油の世界生産量の2％、ロシア国内生産量の20％を生産する、世界最大級の非国営石油会社の1つであった。ユコスの資産は1990年代初めの、企業民営化プロセスの間にロシア政府内部で論争の的となっている状況下で得られた物である。ロシア語の略称は会社設立の際に、統合した主要な企業の名前に由来している。
主要株主はオフショア金融センターに設立された持株会社Menatepであった。ホドルコフスキーはアメリカのテキサス州に石油採掘会社ユガンスクネフチガスを設立している。
2003年4月にユコスはシブネフチと合併する契約を行った。この合併により世界第4位の石油メジャーが誕生するという計画だった。しかし、合併は2003年10月にユコスCEOであるホドルコフスキーの逮捕の後すぐに取消された。

## 事件
2003年6月末、警備部長アレクセイ・ピチューギンがロシア最高検察庁に二件の殺人未遂容疑で逮捕・起訴された。7月3日には、ユコスの株式61％を握るメナテップ・グループの会長プラトン・ペジェフが詐欺罪で逮捕された。
2003年10月にユコスCEOであるホドルコフスキーは所得税、法人税等の脱税及び横領容疑により、ロシア政府に逮捕された。ホドルコフスキーが逮捕されると、創業者の一人であるレオニード・ネブズリンは直ちにイスラエルへ逃亡した。彼はロシア・ユダヤ人会議の会長であり、2001年から上院議員に選ばれ、「政界から退場する」というプーチンとの約束を反故にしていた。また、ユコスの共同所有者で取締役会長のセルゲイ・ヴィクトロヴィッチ・ムラヴレンコはロシア連邦共産党から出馬して下院議員に当選していたが、ホドルコフスキーはユコスの株主を通じて共産党に献金したと主張した。2004年7月に、ユコスは追徴税の支払いのために負債を負った。本社ビルが差し押さえられ、封鎖された。ロシア政府はユコスが1990年代に租税負担を縮小する目的で、ロシア国内のタックス・ヘイヴンを悪用したとしてユコスを非難した。実際には国外の悪用もあった。ユコスは破産を防ぐ目的で、政府に3年間で80億米ドルを支払う申し出を行った。
なお、この「脱税」事件は不当であると、アメリカ及び欧州議会から抗議が行われている。

## 破産
2005年12月15日にユコスの資産は123億米ドルと見積もられ、ロシア政府に負わされた、政府が主張する税額は308億米ドルと見積もられた。ユコス経営陣は会社の破産解体を防ぐため、ユガンスクネフチガスの自己破産と資産保全命令をロシア国内ではなくアメリカ・テキサス州ヒューストンの連邦倒産裁判所に請求した。裁判所はこの請求を棄却した。2006年7月25日にユコスの債権者は、会社は清算されるべきであるとの破産管財人の指摘に従い、破産を申し立てることにした。

## 解体
ユコスの石油生産の6割を占めていた子会社ユガンスクネフチェガスは、法務省により差し押さえられ、中華人民共和国からの融資を買収資金にプーチン前大統領の側近であるセーチン元大統領府副長官が会長を務める国営企業ロスネフチによって吸収された。
元株主の集団はロシア政府に1140億ドルを賠償請求していたが、2014年7月28日、オランダ・ハーグの常設仲裁裁判所は500億ドルの支払いを命じた。